# Florida (Misuri)
Florida es una villa ubicada en el condado de Monroe en el estado estadounidense de Misuri. En el Censo de 2010 no tenía ningún habitante. Es el lugar de nacimiento del escritor Mark Twain.

## Geografía
Florida se encuentra ubicada en las coordenadas 39°29′34″N 91°47′25″O / 39.49278, -91.79028. Según la Oficina del Censo de los Estados Unidos, Florida tiene una superficie total de 0.32 km², de la cual 0.32 km² corresponden a tierra firme y (0%) 0 km² es agua.